# بركنتين
البَركَنتين أو المركب الشراعي المركب هو مركب شراعي ذو صوارٍ أقلها ثلاثة وأكثرها خمسة.

خطة شراع بَركنتين

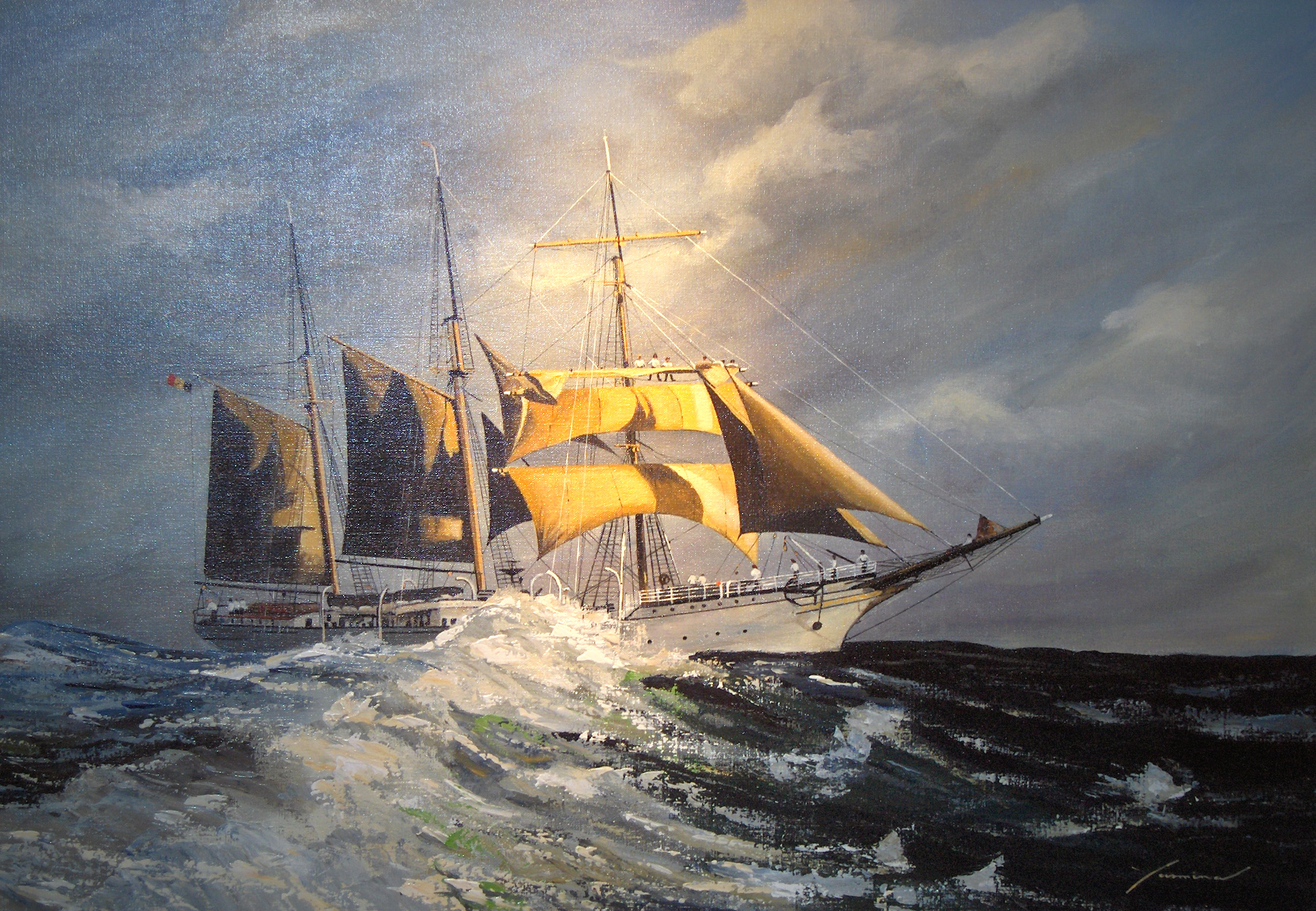
لوحة مِركاتُر بريشة ياسمينة